# 圣阿格尼丝座堂 (京都)
圣阿格尼丝座堂（日语：聖アグネス教会）位于日本京都，是日本圣公会京都教区的主教座堂，该教区包括福井县、石川县、京都府和富山县所有圣公会教堂。
圣阿格尼丝座堂原名圣三一堂，建于1898年，位于平安女学院校园内，1923年以该校守護圣者，戴克里先在位时期的殉道圣人圣阿格尼丝，更名为圣阿格尼丝堂。1985年列为京都市指定有形文化財。